# Rollischsee
Der Rollischsee ist ein Moorsee im Murnauer Moos, der zum Naturschutzgebiet Murnauer Moos gehört.
Er besitzt einen hohen Eisen- und Huminstoffgehalt.
Weitere Kleinseen im Murnauer Moos sind Langer-Köchel-See, Krebssee, Fügsee, Moosbergsee, Neuer Moosbergsee, Haarsee und Schwarzsee.